# Sarah Barrow
Sarah Ellen Barrow (Plymouth, 22 ottobre 1988) è una tuffatrice britannica.

## Biografia
Ha rappresentato la Gran Bretagna ai Giochi olimpici estivi di Londra 2012, gareggiando nel concorso della piattaforma 10 m sincro, dove ha ottenuto il quinto posto con la connazionale Tonia Couch.
Essendosi classificata tra le prime diciotto atlete nella Coppa del Mondo di tuffi di Rio de Janeiro 2016 nella piattaforma 10 m si è qualificata alle olimpiadi.
A Rio de Janeiro 2016 è stata eliminata nel turno qualificarono con il ventitreesimo posto.
È stata allenata da Ady Hinchliffe.

## Palmarès
- Coppa del Mondo di tuffi

Londra 2012: bronzo nella piattaforma 10 m sincro
Rio de Janeiro 2016: bronzo nella piattaforma 10 m sincro
- Europei/tuffi

Eindhoven 2012: oro nella piattaforma 10 m sincro
Rostock 2013: argento nella piattaforma 10 m sincro
Berlino 2014: oro nella piattaforma 10 m.
- Giochi del Commonwealth

Glasgow 2014: argento nella piattaforma 10 m sincro